# Emil Pitter
Emil Pitter (14. května 1887 Lišov – 18. října 1943 České Budějovice) byl český scénograf, malíř, typograf a středoškolský profesor, zakladatel avantgardního uměleckého sdružení Linie a vedoucí redaktor časopisu Linie. V letech 1929–1941 byl hlavním scénografem Jihočeského národního divadla v Českých Budějovicích, pro které navrhl scénu ke 36 inscenacím. Po Emilu Pitterovi je v Českých Budějovicích pojmenována mateřská školka, ulice a Lávka Emila Pittera (stavba roku 2007).

## Život
Po absolvování reálky v Českých Budějovicích studoval na Uměleckoprůmyslové škole v Praze u prof. Jana Preislera a Ladislava Šalouna. Po třech letech získal stipendium na Akademii výtvarných umění v Mnichově (prof. Angel Janko) a poté strávil tři měsíce v Paříži. Od roku 1921 byl profesorem na Státním koedukačním učitelském ústavu v Českých Budějovicích. Byl spoluzakladatelem a prvním předsedou Sdružení jihočeských výtvarníků, které později opustil a stal se zakladatelem avantgardního sdružení Linie. Pitter skupinu zaregistroval podle vzoru nakladatelství Družstevní práce jako družstvo, které se kromě umělecké činnosti věnuje také vydávání nepolitického časopisu Linie a knižních publikací. Byl nejstarším členem Linie a také autorem programových textů sdružení. Jako profesor výtvarné výchovy byl zastáncem modernismu a autorem několika učebnic.

## Dílo
Emil Pitter byl patrně autorem názvu sdružení Linie a zakladatelem i vedoucím redaktorem jejího časopisu. Název měl být metaforou výtvarné čistoty i programové vyhraněnosti. V prvním čísle časopisu zveřejnil Pitter programovou stať ke vztahu kultury a politiky, v níž mj. uvádí: "Kultura by se měla zajisté stát činitelem politickým, ale takovým, který by rozdíly sociální, třídní a jiné odstraňoval, který by je odsunul a spojil všechny ty, jimž zájem lidský je nad zájmem politické strany, která přece jen cení hodnoty podle svého užšího zájmu a v jádře hmotného měřítka a která specialisuje kulturu podle hlediska národního, třídního i jiného." Tento záměr se nepodařilo zcela naplnit, protože někteří členové Linie, zejména Oldřich Nouza a Karel Valter, zastávali radikální politická stanoviska blízká Komunistické straně.
Pitterova typografická tvorba zahrnuje kromě podoby časopisu Linie širokou škálu užité tvorby - od plakátů a pozvánek, ex libris, inzertů, diplomů až po reklamu v kině. Byl zastáncem moderní typografie, užívající důsledně minusek a bezpatkového písma futura. Díky němu byl časopis Linie jedním z nejvyhraněnějších příkladů tzv. "nové typografie". Svou grafickou úpravou i formátem Linie připomínala časopis "bis z", který vydávala v Kolíně nad Rýnem Die Gruppe progressiver Künstler.
Pitter byl činný také jako autor článků a v časopisu Linie uveřejnil teoretické statě o typografii, malířství, filmu a fotografii, recenze, zprávy, fejetony a reportáže (např. reportáž o natáčení pašijových her v Hořicích, na kterých spolupracovala skupina Linie s Foxovým zvukovým týdeníkem). Zabýval se reklamou také z hlediska psychologie. Z jeho iniciativy bylo čtvrté číslo časopisu věnováno výhradně obchodní a průmyslové reklamě. Byl kritický k výtvarné podobě reklam, uváděných v kině před promítáním, zejména k užití písma "odkoukaného z nevkusných vzorníků a učebnic".
Malířská tvorba z let 1910-1943 zahrnuje venkovská i předměstská zákoutí, portréty, akty a zátiší (Rodina, Masné krámy v Českých Budějovicích). V polovině 30. let se dopracoval k svébytnému modernímu výrazu a radikální redukcí malířských prostředků dospěl k abstrakci. Pro jeho malbu, pojatou téměř gestickým způsobem, je charakteristické spojení expresivní linie s barevnými plochami (Boubínský prales, 1934). Jeho spolupráce s divadlem byla inspirací pro některé obrazy s antickými tématy (Faethon, 1934, Diana, 1934, Leda, 1935).
Jako scénograf debutoval výpravou k Mollièrovým hrám George Dandin (George Dandin ou le Mari confondu) a Sgnarell (Sganarelle ou le Cocu imaginaire), uvedeným v Jihočeském národním divadle v Českých Budějovicích roku 1929. Poté, co se uměleckým vedoucím divadla stal Josef Stejskal, byl Pitter jmenován scénickým výtvarným poradcem. V letech 1929-1941 navrhl scénu pro přibližně 36 inscenací. Pitterovy scénografické návrhy byly zničeny spolu s archivem Jihočeského divadla během povodní roku 2002.

### Učebnice
- Kreslení na obecné škole, 1934
- Nauka o barvách, 1935
- Kreslení na měšťanské a střední škole, 1939

### Výstavy (výběr)
- 1943 Emil Pitter, pod hlavičkou Sdružení jihočeských výtvarníků, České Budějovice[14]
- 1946 Emil Pitter: Posmrtná výstava, Sdružení jihočeských výtvarníků, České Budějovice
- 1975 Český jih ve výtvarném umění 1925 - 1975, Alšova jihočeská galerie Hluboká nad Vltavou
- 1984 Česká kresba 20. století ze sbírek Alšovy jihočeské galerie, Alšova jihočeská galerie Hluboká nad Vltavou
- 1986/1987 České umění 20. století, Alšova jihočeská galerie Hluboká nad Vltavou
- 2003/2004 České umění XX. století, Alšova jihočeská galerie v Hluboké nad Vltavou
- 2004 Avantgarda o mnoha médiích: Josef Bartuška a skupina Linie 1931 - 1939, Obecní dům Praha

## Galerie

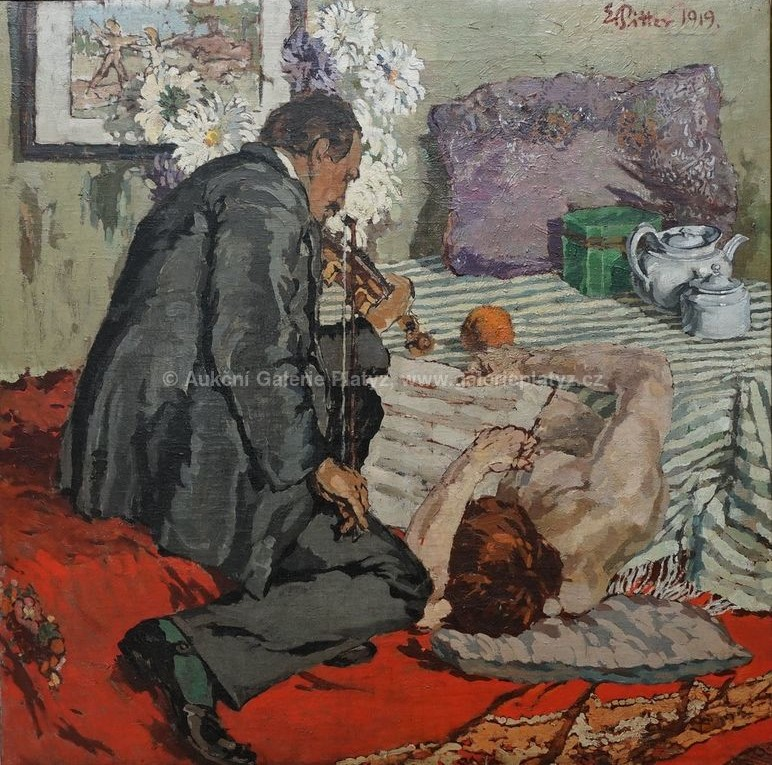
Dostaveníčko (1919)
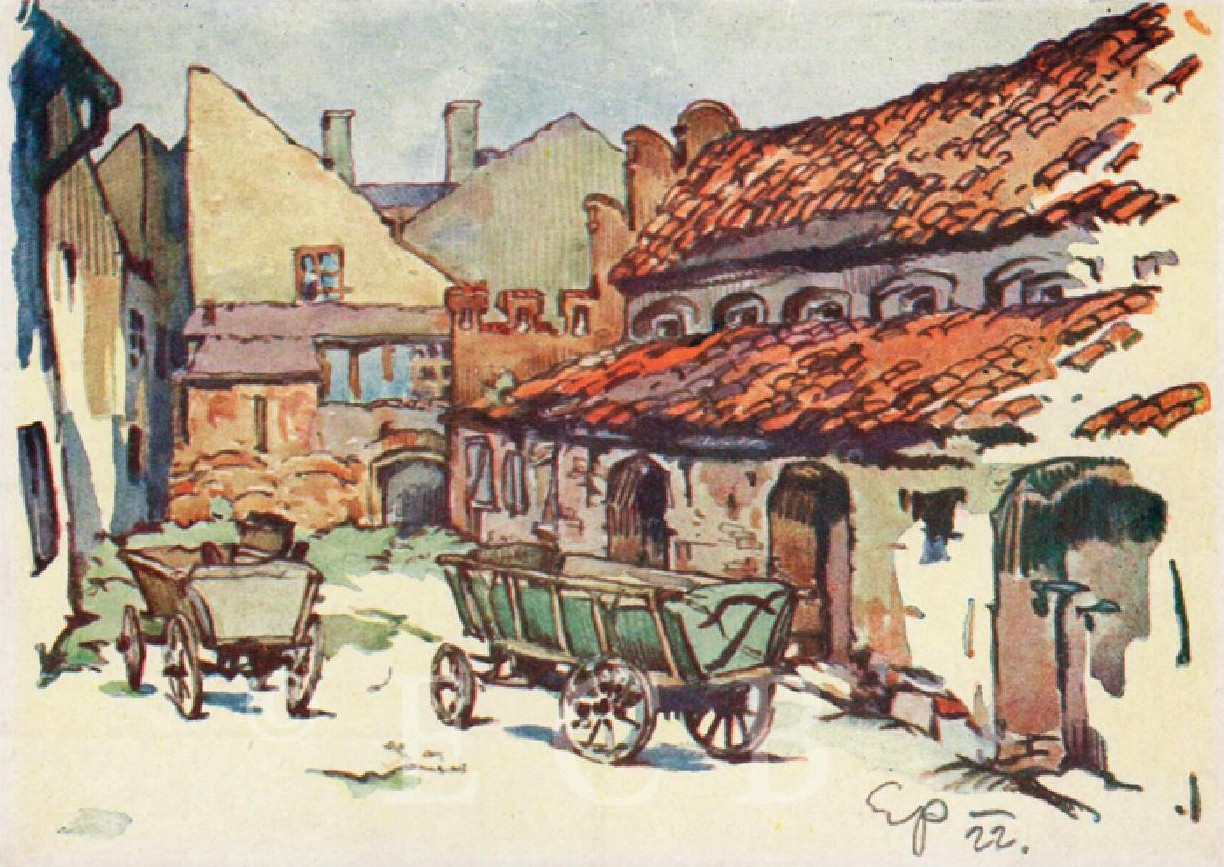
Masné krámy (1922)
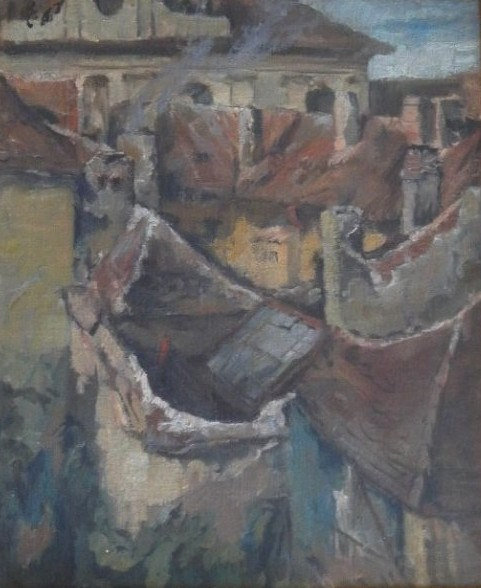
Pohled na pražské střechy
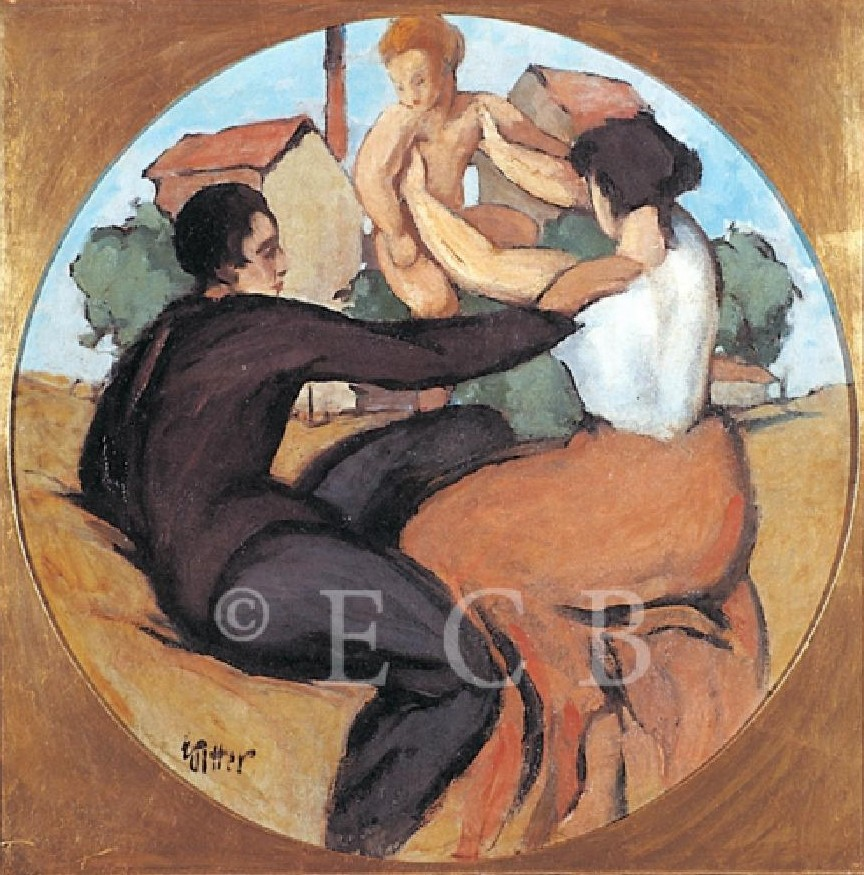
Rodina AJG